# Toma de Vélez-Málaga (1487)
La Toma de Vélez-Málaga tuvo lugar el 27 de abril de 1487, tras el enfrentamiento entre las tropas de los Reyes Católicos, Fernando e Isabel, y las huestes defensoras de la ciudad, integradas principalmente por musulmanes nazaríes del reino de Granada. La lucha duró varios días y acaba con la rendición de la plaza, que pasaría a manos cristianas.
El conflicto destaca por la participación del propio rey Fernando en uno de sus encuentros, acontecimiento que dará lugar al escudo que la reina Isabel, su esposa, otorga años después a la ciudad y que aún a día de hoy sigue en uso.

## Antecedentes
A finales del siglo XV se acometieron los últimos avances de la Reconquista, que tras setecientos años de luchas, dejaban un mapa de la península ibérica predominantemente cristiano.
En lo que respecta a la política interna del reino de Granada, la situación era turbulenta, tras cinco años de enfrentamientos por el Emirato de Granada entre Muley Hacen, apoyado por su hermano, y su hijo Boabdil.
Muley Hacen muere en el 1485 y nombra heredero a su hermano, al que los cristianos llaman El Zagal.
Por otro lado, Boabdil fue capturado en abril de 1483 por los Reyes Católicos en la batalla de Lucena. Finalmente, será liberado por estos a cambio de su vasallaje. A su vuelta a Granada, no falto de apoyos, Boabdil consigue quedarse con el poder de la ciudad, acordando dejar a su tío las ciudades de Almería, Guadix y Málaga.
En lo relativo al bando cristiano, los Reyes Católicos se establecen en Córdoba y comienzan una serie de incursiones. Cada ataque, consistente en el sitio de una ciudad y el ataque con artillería a sus fortalezas, se zanja con la rendición de la plaza. Se suceden así las tomas de Alhama de Granada, en 1482, Álora en 1484, de Ronda, en 1485, y de Loja, en 1486. El siguiente paso se dirige hacia la costa, surgiendo entonces el dilema de dirigirse a Vélez-Málaga o Málaga. Finalmente optarán por la primera, partiendo el día 7 de abril de 1487 de Córdoba.
Tras nueve días de marcha, con paradas en Sierra de Yeguas y Archidona, por un camino difícil a través de la sierra, sobre todo para la artillería, llegan a su destino el 17 de abril de ese mismo año.

## Posicionamiento

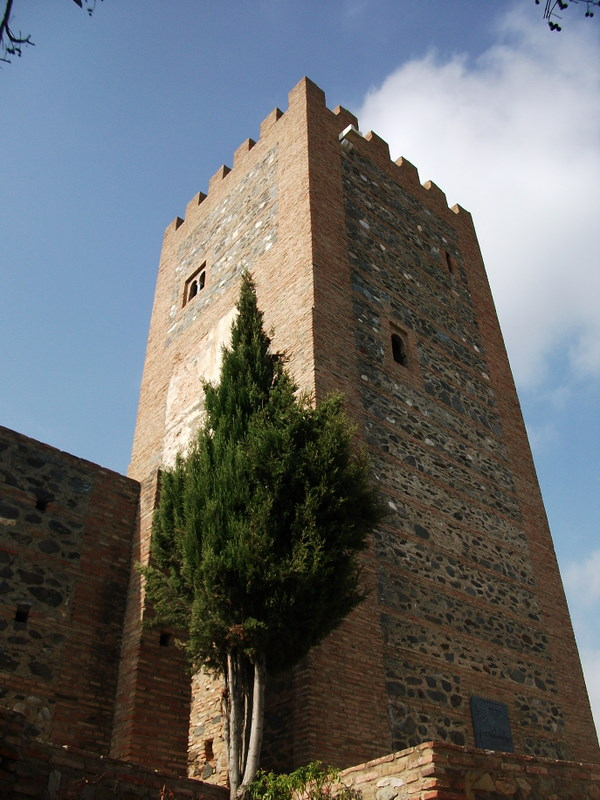
Fortaleza de Vélez-Málaga, construida durante la ocupación islámica.

Con la llegada de las tropas cristianas, y en particular debido al adelanto con el que llegan los barcos, parte de los habitantes de la ciudad y sus alrededores deciden refugiarse en el castillo de Bentomiz, a solo unos kilómetros al este de Vélez-Málaga.
El resto de musulmanes se queda en la ciudad. Esta cuenta con una muralla exterior que rodea toda la medina, compuesta por dos arrabales, y un anillo interior de murallas que protege la zona militar, y que hoy día que conoce como La Fortaleza.
No hay que olvidar que la ciudad de Málaga, al oeste, sigue en manos musulmanas, al igual que algunas fortalezas del entorno, como Comares.
Por su parte, Fernando, que cuenta con 20.000 caballos, 50.000 infantes y 8.000 hombres de apoyo en su haber, decide instalar dos campamentos. El que sitúa al sur de la ciudad será el Real Bajo, cuyo nombre se mantiene en la actualidad en uno de los barrios de la ciudad. Su posición junto al río facilita las operaciones con su armada, que se usó para el transporte de carga y avituallamiento.
El segundo campamento es el Real Alto, emplazado en una colina situada entre el montículo de la ciudad de Vélez y la zona de Bentomiz. La intención es separar ambas fuerzas, cortando cualquier posible acceso a la villa desde la sierra. Esta decisión fue cuestionada al rey por algunos de sus hombres de confianza, ya que, aunque seguía siendo una zona elevada, el Real ese exponía a un posible ataque desde dos flancos.
Los barcos del ejército de Fernando tienen otro cometido: evitar la llegada de ayuda proveniente de África.

## Desarrollo
El mismo día que llegan los cristianos se produce el primer ataque desde la ciudad contra un contingente de tropas, de gallegos en este caso, al que sorprenden con su acometida y tras la cual se retiran tras sus murallas.
Esa misma jornada, una segunda incursión musulmana sorprende al rey Fernando en el Real Alto. El propio rey tomará las armas y a su caballo, sin apenas vestir armadura, y seguido de cerca por los pocos de sus soldados que se encontraban allí, seguirá a los atacantes en retirada hacia la ciudad. Este hecho supondría una de las pocas actuaciones directas del rey durante toda la Reconquista y trascenderá de diversas formas, en primer lugar, inflando la valentía de sus hombres.
Vista la beligerancia de los veleños, el rey ordena atacar los arrabales a la mañana siguiente. Según la tradición, se cuenta que el rey cristiano ideó una artimaña para hacer creer que su ataque sería mayor de lo esperado. Para ello ataron antorchas a los cuernos de un rebaño de corderos y los dirigieron antes del alba hasta uno de los arrabales, provocando la huida de parte de su guarnición ante la visión de un tan elevado número de atacantes.
En esta misma lucha, y tras seis horas de dura batalla los nazaríes apenas habían cediendo sus posiciones, pero la llegada de nuevas tropas cristianas, lideradas por los duques de Nájera y Benavente, conseguirá la retirada de los musulmanes a la Fortaleza.
Con los arrabales bajo su poder, el ejército cristiano comete diversos fosos alrededor del último anillo amurallado, a lo largo del cual sitúa a sus hombres para evitar cualquier salida o entrada a la ciudad. De igual forma, el rey mandará a parte de sus hombres a proteger los caminos desde Archidona hasta Vélez-Málaga para asegurar la llegada de suministros, gestionados por su esposa Isabel, provenientes de Córdoba .
Ante la amenaza de un inminente ataque desde cualquiera de los frentes, el rey establece una serie de ordenanzas con las que buscaba asegurar el buen hacer de sus tropas y mejorar la disciplina de sus hombres: algunos ejemplos son sancionar a quienes practiquen juegos de cartas o dados en el campamento, minimizar el número refriegas y conflictos internos y prohibir las escaramuzas que no fuesen mandadas por un superior.
Se situará un nuevo Real en dirección a Comares, buscando proteger el asalto a la ciudad de la llegada de resistencia morisca que se reunía por la zona. Se llevará a cabo un ataque por estas gentes solo cuatro días después de haber dispuesto el nuevo real. El ataque será enfrentado por las tropas de Fernando y los moriscos terminan por huir de vuelta a las montañas.
Durante este periodo se le presenta la posibilidad de rendición a la ciudad en varias ocasiones, a la vista de un número de fuerzas más elevado a favor del bando cristiano. Sin embargo, los que en Vélez-Málaga se guarecían declinan los continuos ofrecimientos, a sabiendas de las dificultades que tiene la artillería para alcanzar la ciudad y con la esperanza de recibir ayuda desde Granada.
La situación en este aspecto había avanzado con lentitud, para mal de los musulmanes: El Zagal, a cargo de las ciudades de Málaga y Vélez, se debatía por partir en su socorro mas sabía que si dejaba Alhambra, su sobrino Boabdil, afincado en el barrio del Albaicín, aprovecharía para arrebatarle el poder de la ciudad, como finalmente haría.
Prueba a ofrecerle a Boabdil una tregua en su lucha interna para unir fuerzas contra los cristianos, pero el joven la declina. Finalmente, presionado por las quejas de la alta sociedad de Granada ante la pérdida de las plazas costeras, El Zagal reúne a sus hombres y parte hacia Vélez-Málaga.
Las tropas de El Zagal llegarán a Bentomiz, que ya se había rendido al rey cristiano. Vista la llegada de refuerzos desde los Reales, el consejo que dan al rey Fernando es el de atacarlo. El rey, sabedor de que esa acción permitiría que se levantase el sitio a la ciudad, ordena esperar.
La artillería aún se encuentra camino a Vélez-Málaga, debido a las malas condiciones del camino. El Zagal, tras mucho pensar, decide atacar la columna de avance de esta, con un grupo de 300 de sus lanzas y 400 infantes. Una vez hecho esto, su plan se centraría en romper el cerco a la ciudad de Vélez, para lo que había traído consigo a 1.000 caballos y 20.000 soldados. Pero Fernando descubre el movimiento y prepara una contingente superior en número, que lanza contra los 700 hombres de El Zagal por la noche.
El sultán manda retroceder a sus hombres y decide bajar de la sierra hasta montes más bajos. El rey católico reacciona extendiendo sus tropas alrededor del grueso del ejército musulmán, a la par que mantenía una férrea defensa en cada uno de los accesos de la ciudad.
El combate tuvo lugar en terreno que impedía el uso de caballos, por lo que todos los combatientes iban a pie. Con el sultán en una cuesta, el grueso del ejército de Fernando enfrente, en otro promontorio, y las dos alas de tropas cristianas en cerros a cada lado apenas se produjeron movimientos. Ninguno quería perder la ventaja que proporcionaba el terreno elevado, por lo que el hostigamiento no fue más allá del lanzamiento de proyectiles y algunos enfrentamientos aislados.
Con la llegada del alba, los musulmanes, al ser capaces de comprobar el despliegue tan numeroso de todas las fuerzas cristianas que se encontraban allí, terminan por huir.
Deciden los cristianos mantener la alerta durante una noche más, ante la posibilidad de que se tratase de una treta de El Zagal, hasta que reciben la noticia de que el sultán y sus hombres han sido vistos pasando Almuñécar, en dirección a Almería y Guadix.

## Capitulaciones y entrada en la ciudad
Es así, como diez días después del inicio de los enfrentamientos, ante la llegada al fin de la artillería castellana y la certeza de no conseguir apoyos en su empresa, el alcalde de la ciudad de Vélez-Málaga, Abul Cassin Benegas, rendirá la ciudad, a fecha de 27 de abril de 1487.
Los Reyes Católicos establecen las condiciones de la capitulación, aunque se consideran benévolas, sobre la base de lo pactado con Boabdil en su liberación. Esta actitud clemente tiene otro cometido: hacer atractiva la opción de la rendición en las batallas que les esperan hasta retomar todo el Reino de Granada. Así, por ejemplo, se les deja a los musulmanes la posibilidad de marchar de la ciudad o quedarse en ella como mudéjares, renunciando en cualquier caso a la posesión de armas por su parte.
Si bien la firma de las capitulaciones ocurre en abril, los Reyes deciden esperar al día 1 de mayo,  día en el que se celebra la festividad de la cruz, para su entrada en la ciudad. Decidirán realizar una ostentosa entrada a través de la puerta de Granada, se llevará a cabo la conversión a iglesias de las mezquitas y erigirán diversas cruces para el recuerdo de lo ocurrido, como se hará también con el nominativo de la ciudad, pasando a Vélez de la Cruz.
Una de estas cruces se denominará la Cruz del Cordero y se situará en un barrio bautizado con el mismo nombre, en referencia a la artimaña ejecutada por los cristianos.

## Consecuencias

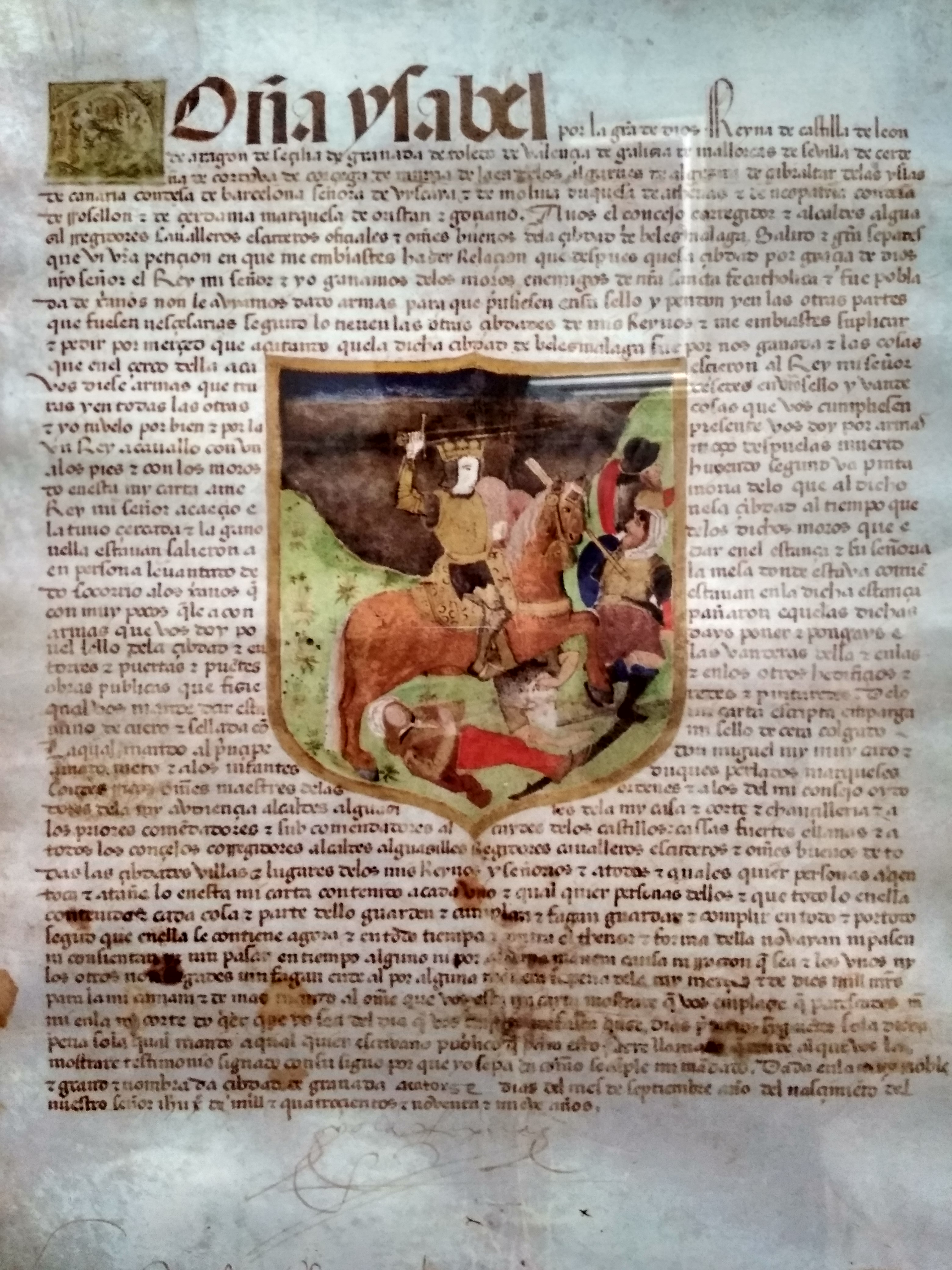
Real Provisión del escudo a la ciudad, por parte de la reina Isabel, la Católica

A la rendición de la plaza le siguieron la de otras ciudades de la comarca de la Axarquía como Comares, Cómpeta, Canillas de Aceituno, Nerja o Maro, entre otras.
Llegarán tras la toma desde Málaga a negociar su rendición con el rey Fernando los alcaides de la Medina, Alí Dordoux, y el de la Alcazaba, Aben Comissa. Si bien pudieron llegar a un acuerdo, el defensor del castillo de Gibralfaro, El Zegrí, anterior defensor de Ronda y que la perdió a manos de los Reyes Católicos, no pensaba rendir una nueva ciudad.
En cualquier caso, con Vélez-Málaga en sus manos la toma de la ciudad de Málaga, cercada, presentaba un escenario mejor.
Por otro lado, a raíz del ataque acaecido contra el Real Alto en el que propio Fernando se vio involucrado, el arrabal desde el que partía el ataque será nombrado como el barrio de San Sebastián, patrón de los soldados, que se establece también como patrón de la ciudad. En dicho barrio, además, se erige una capilla en 1499 para recordar al escudero, del mismo nombre, que dio su vida por la de su rey en la refriega.
Finalmente, será este hecho, en el que el rey se vio expuesto y decidió tomar las armas y revolverse contra sus atacantes, el que dará forma al escudo de la ciudad. El escudo, provisto por la reina Isabel en 1499, a petición de los cargos de la ciudad. En él se muestra al rey cabalgando contra los atacantes moriscos, con un mozo (trinchero de la reina y mozo de espuelas del rey, según los registros) que yace alcanzado por una flecha, Nuño del Águila, que murió en el encuentro.
Este escudo sigue en uso, si bien en los últimos años se ha adoptado por un diseño modificado para determinados actos y funciones.